# Gannay-sur-Loire
Gannay-sur-Loire är en kommun i departementet Allier i regionen Auvergne-Rhône-Alpes i de centrala delarna av Frankrike. Kommunen ligger  i kantonen Chevagnes som ligger i arrondissementet Moulins. År 2022 hade Gannay-sur-Loire 394 invånare.

## Befolkningsutveckling
Antalet invånare i kommunen Gannay-sur-Loire
Referens: INSEE